# Тышкевич, Кшиштоф
Кшиштоф Тышкевич (1616—1666) — государственный и военный деятель Речи Посполитой, граф на Логойске и Бердичеве, подчаший киевский, полковник королевский, староста житомирский, воевода черниговский (1658—1660).

## Биография
Представитель логойской линии литовского магнатского рода Тышкевичей герба «Лелива». Сын воеводы берестейского Яна Остафия Тышкевича (1571—1631) и Софии Вишневецкой (ум. после 1612). Братья — Антоний Ян, Юрий, Казимир и Фелициан.
Участник войн Речи Посполитой с восставшими украинскими казаками (1648—1654), Русским государством (1654—1667) и Швецией (1655—1660).
Был женат на Елене Воронич, от брака с которой имел двух сыновей: Ежи и Теодора.